# 와카쓰키 레이지로
와카쓰키 레이지로(일본어: 若槻 禮次郞, 1866년 3월 21일 ~ 1949년 11월 20일)는 일본 대장성 관료이자 정치인으로, 제25·28대 내각총리대신을 지냈다.
마쓰에번 최하급 무사(아시가루) 집안의 차남으로 태어나 사법성 법학교에 입학하였다. 재학 중 사법성 법학교가 (구제) 도쿄대학에 통합되고 제국대학으로 개편되어 제국대학을 수석으로 졸업하였다. 이 제국대학이 1897년에 도쿄제국대학으로 개칭된다. 졸업 후에는 대장성에 들어가 주세 국장과 차관을 지냈고, 제3차 가쓰라 내각과 제2차 오쿠마 내각에서 대장 대신을 지냈다. 1916년 가토 다카아키(加藤高明)와 함께 헌정회 결성에 참여해 부총재가 되었고, 1924년 가토 다카아키 내각의 내무대신으로 취임하였다.
1926년 가토 다카아키가 내각총리대신 재직 중 사망하자 헌정회 총재로서 제1차 와카쓰키 내각을 조성하였다. 그러나 쇼와 금융 공황의 조치에 대해 추밀원과 견해가 어긋나면서 1927년 4월 20일 총사직하였다.
그 후 1931년 4월 다시 내각을 조직해 제2차 와카쓰키 내각을 조직하였으나, 만주사변 직후 우익의 압력과 내각 내부 관료들과의 대립으로 같은 해 내각총리대신에서 물러났다. 1934년 민정당 총재에서 물러난 뒤에 중신이 되었으며, 제2차 세계 대전 말기에는 중신 중 한 명으로서 종전 공작에 관여하였다.

## 같이 보기
- 화족
- 제1차 와카쓰키 내각
- 제2차 와카쓰키 내각